# مرکز تحقیقات پزشکی هسته‌ای (دانشگاه علوم پزشکی تهران)
مرکز تحقیقات پزشکی هسته‌ای یک پژوهشگاه تحقیقات هسته ای وابسته به دانشگاه علوم پزشکی تهران است.

## پزشکی هسته ای
پزشکی هسته‌ای عبارت است از کلیه اقدام‌های تخصصی تشخیصی و درمانی در دو حیطه بالینی و پاراکلینیکی که در آن از چشمه‌های باز مواد رادیواکتیو استفاده می‌شود.
تصویر برداری مولکولی و هیبریدی، درمان با چشمه‌های باز رادیواکتیو، آزمایش‌های رادیو ایمونواسی و پی‌گیری بالینی بیماران در تیم پزشکی مسئول از حیطه‌های مهم کاری این رشته محسوب می‌شوند.
مرکز تحقیقات پزشکی هسته‌ای با هدف ارتقای سطح پژوهش‌های بنیادی و مسئله محور در زمینه تصویربرداری هسته ای و مولکولی و نیز درمان‌های هسته ای که هر روزه در حال تغییر است، گام برمی‌دارد و در راستای رسیدن به مرزهای علم و فناوری، به پرورش نیروی انسانی متخصص، اجرای پروژه‌های تحقیقاتی و جلب همکاری متخصصین خارج از کشور می‌پردازد.
همچنین این مرکز با توجه به نتایج تحقیق‌های جدید به بومی سازی علوم و فنون و به کاربستن آن در کشور پرداخته و در صورت فراهم شدن امکانات نسبت به مشارکت در اجرای پروژه‌های ملی با سایر بخشها و دستگاه‌ها همکاری می‌نماید.
قطب علمی پزشکی هسته ای کشور در زمینه سرآمدی و پیشرو بودن و در راستای یکسان‌سازی خدمات و ارائه آن به بهترین نحو و کیفیت جهت برخورداری جامعه از خدمات بهینه در نظر دارد نسبت به تهیه، ارائه و انتشار گایدلاین‌های تصویربرداری و نیز ارائه خدمات درمانی و بهداشتی در زمینه‌های کاری مرتبط اقدام نماید.
موافقت اصولی تأسیس مرکز تحقیقات پزشکی هسته ای دانشگاه علوم پزشکی تهران در تاریخ ۱۳۸۴/۱۱/۰۸ و موافقت قطعی مربوط در تاریخ ۱۳۸۷/۰۲/۰۷ اخذ شده‌است، ولی این مرکز بیش از نیم قرن (از سال ۱۳۴۴) سابقه فعالیت دارد.

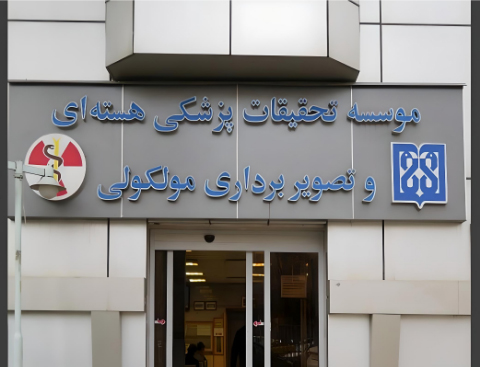
مرکز تحقیقات پزشکی هسته‌ای

محمد قنادی مراغه معاون برنامه‌ریزی هسته‌ای و نظارت راهبردی سازمان انرژی اتمی در سال ۱۴۰۳ گفتند حدود ۲۵۰ مرکز پزشکی هسته‌ای در مراکز استان‌های کشورمان وجود دارد و به تدریج بر تعداد آنها افزوده می‌شود.

## گروه آموزشی پزشکی هسته‌ای
در سال ۱۳۶۰ مرکز تحقیقات پزشکی هسته ای برای اولین بار اقدام به تأسیس گروه آموزشی پزشکی هسته‌ای در دانشگاه تهران و از سال ۱۳۶۲ نسبت به پذیرش دستیار پزشکی هسته‌ای در بیمارستان شریعتی اقدام نمود و با تصدی محسن ساغری بعنوان رئیس دانشکده پزشکی در سال‌های ۱۳۵۹ تا ۱۳۶۰ و ۱۳۶۲ تا ۱۳۶۴ اقدام‌های مؤثری برای توسعه و شناخت این رشته نو پا در دانشگاه تهران و مصوب نمودن آن به عنوان یک رشته تخصصی و همچنین تدوین کوریکولوم آموزشی و پایه‌گذاری بورد پزشکی هسته‌ای در وزارت علوم صورت گرفت.
در آن زمان شناختی از این رشته تخصصی در کشور نبود و حتی در جامعه پزشکی از کاربردهای آن بی اطلاع بودند، لذا برای شناسایی این رشته تخصصی به موازات برنامه‌های آموزشی و ارائه خدمات در دانشگاه با شرکت در همایش‌های گروه‌های پزشکی و بر قراری همایش‌های ماهیانه و سالیانه پزشکی هسته‌ای و تبلیغ از طریق صدا و سیما اقدامات مؤثری برای معرفی هر چه بیشتر پزشکی هسته ای صورت گرفت.

## تاریخچه در ایران
در ایران استفاده از مواد رادیو اکتیو در پزشکی با اندازگیری مقدار ید رادیو اکتیو ادرار ۲۴ ساعته در سال ۱۳۳۹ شمسی برابر ۱۹۶۰ میلادی بوسیله دستگاهی که چهار لوله Geiger Muller در اطراف ظرف ادرار قرار داده شده بود در آزمایشگاه معروف به آزمایشگاه پیمان مرکزی در دانشکده علوم دانشگاه تهران شروع شد. حدود یکسال بعد (سال ۱۳۴۰) نقشه‌برداری از تیروئید توسط گاماکامرایی که به بیمارستان رازی هدیه شده بود و همچنین اندازگیری هورمون تیروئید در خون توسط صادق نظام مافی استاد گروه آموزشی داخلی دانشکده پزشکی تهران با کمک کارشناسی به نام M.C.Nokes در زیر زمین بیمارستان که گویا زمانی حوضخانه حاج محتشم السلطنه اسفندیاری بود انجام می‌شد که کمک‌های کارشناس مذکور در پیشرفت کار پزشکی هسته ای بسیار مؤثر بوده‌است، در همان زمان، هوشنگ دولت‌آبادی در مطب خصوصی خود در تهران وسایلی برای سنجش جذب ید ۱۳۱ تیروئید و اندازه‌گیری PBI 131 گرد آورده بود. چندی بعد رسول برکت آزمایشگاه پزشکی هسته‌ای را در دانشگاه شیراز بنیان نهاد و چندی آن را ارائه نمود.
در سال ۱۳۴۵ برابر با ۱۹۶۵ میلادی با هدیه معصومه قرا گزلو، از منسوبین صادق نظام مافی و به تشویق ایشان، از محل ثلث شوهر مرحومشان ابراهیم قراگزلو مرکز پزشکی هسته‌ای و تحقیقات غدد داخلی دانشگاه تهران ایجاد و مجهز گردید وتوسعه این مرکز تا سال ۱۳۵۰ ادامه یافت تا به شکل کنونی درآمد در واقع اولین بنا در این محوطه بود که بعداً بیمارستان شریعتی در مجاور آن ساخته شد. ریاست این مرکز تا سال ۱۳۵۸ به عهده صادق نظام مافی که مدیریت گروه آموزشی بیماری‌های داخلی دانشگاه را هم به عهده داشت ادامه یافت و در آن زمان کارهای تشخیصی و درمانی پزشکی هسته‌ای بیشتر روی بیماران مبتلا به بیماری‌های تیروئید نظیر اسکن و سنجش هورمون‌های تیروئید به روش Protein Binding Assay Competitive و سپس رادیو ایمونو اسی صورت می‌گرفت و پزشک متخصص و تکنولوژیست در زمینه پزشکی هسته‌ای در کشور نبود. دکتر محسن ساغری پس از اخذ تخصص پزشکی هسته‌ای از آمریکا با پیشنهاد دکتر صادق نظام مافی به ایران مراجعت و به عضویت هیئت علمی دانشکده پزشکی تهران درآمد و در مؤسسه تحقیقات پزشکی هسته‌ای و غدد مترشحه داخلی واقع در بیمارستان شریعتی مشغول کار شد و در سال ۱۳۵۸ بعد از بازنشسته شدن صادق نظام مافی مسئولیت اداره این مرکز به محسن ساغری واگذار گردید. 
با توجه به اینکه اساس کار در مراکز پزشکی هسته‌ای به‌وجود پرتوداروها وابسته می‌باشد با رایزنی‌های که با دکتر اولیاء، رئیس وقت بخش رادیو ایزوتوپ سازمان انرژی اتمی بعمل آمد ایشان به کمک همکاران خود در سال ۱۳۶۰ اقدام به تهیه پرتوداروی تکنسیوم وسپس ژنراتور تکنسیوم و متعاقباً کیت‌های تشخیصی نمودند که تا سال ۱۳۷۰ به طول انجامید.
در زمان دولت‌های هفتم و هشتم بودجه خرید دستگاه پت-سی تی و سیکلوترون توسط ریاست جمهوری و وزارت بهداشت، تأمین که پس از فراز و نشیب‌های فراوان سر انجام سیستم مذکور در سال ۱۳۹۰ در محل مرکز تحقیقات پزشکی هسته‌ای بیمارستان شریعتی نصب و راه اندازی گردید.

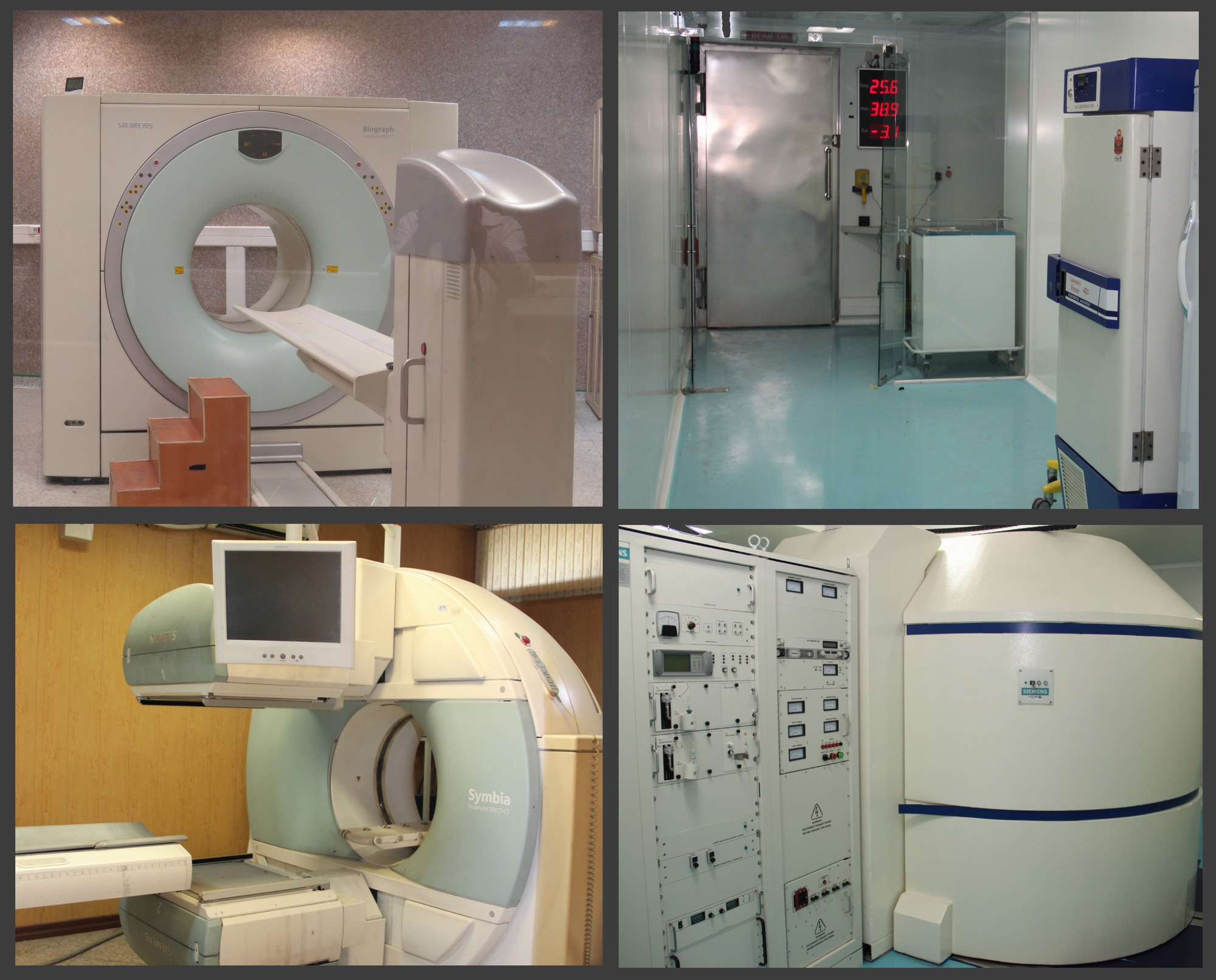
مرکز تحقیقات پزشکی هسته‌ای - بیمارستان شریعتی تهران

## مأموریت‌های مرکز
- تلاش در راستای نوآوری در حوزهٔ آنالیز، تفسیر و کاربرد بالینی تصویربرداری هسته ای و مولکولی.
- تلاش در راستای نوآوری در حوزهٔ تولید و ارزیابی پیش بالینی و بالینی رادیوداروها.
- آموزش افراد برای ایجاد گروهی متخصص متشکل از پژوهشگران برجسته در زمینه علوم مرتبط با رادیودارو و پزشکی هسته‌ای، برقراری ارتباط مؤثر با مراکز تحقیقاتی درون دانشگاهی در راستای انجام پژوهش‌های بین رشته‌ای
- برقراری ارتباط مؤثر با مراکز خارج از دانشگاه در راستای مسئله محور کردن پژوهش‌ها
- فراهم کردن موقعیت‌های پژوهشی و حمایت مالی برای ارتقای سطح بازدهی مرکز
- ارائه و انتشار گایدلاین‌های تصویربرداری هسته ای و مولکولی و نیز درمان‌های هسته ای
-گرایش پژوهشی
- تصویربرداری هسته‌ای در حوزه بیماری‌های قلبی، ریوی، کلیوی، گوارشی، استخوانی، مغزی، غدد و تومورهای سرطانی
- درمان هسته‌ای سرطان‌ها، بیماری‌های تیروئیدی و رادیوسینووکتومی
- ارزیابی رادیوداروهای تشخیصی-درمانی جدید
- کاربرد هوش مصنوعی در پزشکی هسته ای

## امکانات و توانمندی‌ها
این مرکز در واقع اولین و قدیمی‌ترین مرکز پزشکی هسته ای کشور می‌باشد، و با دارا بودن سه بخش تصویر برداری، آزمایشگاهی(In vitro) و درمان، سالیانه پذیرای هزاران بیمار از سراسر کشور است. همچنین ژورنال پزشکی هسته ای ایران (Iranian Journal of Nuclear Medicine) که معتبرترین ژورنال کشور در زمینه پزشکی هسته ای و رادیودارو بوده و در بانک‌های کتابشناختی بین‌المللی نظیر ISI و Scopus نمایه می‌گردد، از انتشارات این مرکز می‌باشد.
این امکانات به شرح زیر می‌باشند
- تأسیسات تولید رادیوداروهای سیکلوترون و PET
- HOT Lab و SPECT رادیوداروهای آماده‌سازی امکانات
- 1 PET/CT (زیمنس)
- 1 SPECT/CT (زیمنس)
- ۳ دوربین گاما
- ۱ دوربین گاما تک سر (ARGUS)
- ۱ دوربین گاما دو سر (GENESYS)
- ۱ دوربین گاما دو سر (SOLUS)
- ۱ تراکم سنج استخوان (HOLOGIC)
- بخش بستری برای کاربرد بالینی رادیوداروهای درمانی
- کلینیک بیماران
- آزمایشگاه[۸]

## کتاب های تالیفی اعضای هیات علمی مرکز تحقیقات پزشکی هسته ای
- Amyloid β-Targeted Inhibitory Peptides for Alzheimer’s Disease
- داروسازی هسته ای
- A Practical Guide for Pediatric Nuclear Medicine
- NUCLEAR CARDIOLOGY AND MULTIMODAL CARDIOVASCULAR IMAGING
- Radiology-Nuclear Medicine Diagnostic Imaging